# Rochelle Perts
Pour les articles homonymes, voir Rochelle.
Rochelle Perts, plus connue sous son nom de scène de Rochelle, née le 20 mars 1992 à Helmond, Brabant-Septentrional, Pays-Bas, est une chanteuse néerlandaise d’origine surinamienne. Elle est connue pour avoir gagné la quatrième édition de X-Factor.

## Biographie
Après son premier album You vs Me en 2012 avec le label discographique Sony Music, l'apparition avec Yellow Claw dans Shotgun a été son tremplin vers la célébrité. La chanson a atteint différents Top-10 d'Itunes dans le monde entier[réf. nécessaire]. Elle a été également diffusée sur Sirius XM, l'une des plus grandes stations de radio américaines avec plus de 25 millions d'auditeurs. De nos jours[Quand ?], le clip de Shotgun sur Youtube compte plus de 171 millions de vues.
En 2015, Rochelle sort en collaboration avec Lady Bee, la reprise de Return Of The Mack un hit de Mark Morrisons qui date de 1996. La chanson a dépassé les 1 million de vues sur Youtube. C'est en 2016, qu'elle va sortir son premier single All Night Long avec le label Young Elephants. Le tournage du clip a eu lieu au Suriname, son pays d'origine[réf. nécessaire]. Diffusé sur l'une des grandes stations commerciales néerlandaises[Laquelle ?], le single est ensuite entré dans le top 40 Néerlandais et y est resté pendant 23 semaines. Dans le même cadre, elle obtient aussi un disque d'or avec plus de 8,5 millions d'écoutes sur Spotify.
À partir de septembre 2016, d'autres singles sont sortis tels que Way Up en featuring avec Kalibwoy et d'autres apparitions à savoir Light Years avec Yellow Claw et You Got Something.
En 2018, Rochelle enregistre son premier EP intitulé Centerpiece en collaboration avec DFRNS, auteur-compositeur et producteur pour de grands noms comme Jessie J. À travers Centerpiece, Rochelle affirme avoir pu montrer son côté sombre en évoquant sa vie personnelle dans les chansons.
Le début de 2020, la chanteuse marque son retour avec le nouveau single Mami.

## Apparitions[8]
| titres | année de sortie |
| --- | --------------- |
| - Body Language (Ride) (avec The Partysquad et Jayh) - No Air - Strong | 2011            |
| - What A Life - A Stalker - Untouchable - Talking To My Shadow - Chasing Fire - Mummy's Boy - Living Proof - Boring Beautiful - Love To Kill Ya - Little Miss Unhappy - You Vs. Me                                                                           | 2012            |
| - Shotgun (feat.Yellow Claw) | 2013            |
| - Fools Paradise (feat. Dirtcaps) - Return Of The Mack (feat. Lady Bee) - Love feat. Joker | 2015            |
| - All Night Long - Breaking Walls (feat. Sandro Silva) - Way Up (feat. Kalibwoy) | 2016            |
| - Come To Me (Sharon Doorson feat. Rollàn) - Don't Let Me Go - Light Years (feat. Yellow Claw) - You Got Something - This Christmas (I Promise) | 2017            |
| - Waiting (feat. Yellow Claw) - Centerpiece - Make It Better - Come & Get It (feat. Maydien) - 2 Shots - Control (avec OIJ) - All Good (avec Amy Miyú) - Can't Get Enough (feat. Rico Greene) - Man On The Run - No God - Dreams (avec Dolf et Weird Genius) | 2018            |
| - Lightning (feat. Lady Bee) | 2019            |
| - Mami | 2020            |